# Gertrud Kornfeld
Gertrud Kornfeld (25 de julio de 1891, Praga, - 4 de julio de 1955, Rochester, Nueva York) era una química alemana. Fue la primera y única mujer en convertirse en Privatdozent en química en la República de Weimar. Después de que los nazis prohibieron a los judíos ocupar cargos académicos en Alemania en 1933, se mudó a Inglaterra y luego a Estados Unidos, donde trabajó para Kodak. Sus principales áreas de investigación fueron la Fotoquímica y la Cinética química.

## Educación
Gertrud Kornfeld creció en un hogar judío de clase media de habla alemana en Praga, que en ese momento era parte del Imperio austrohúngaro. Estudió química de 1910 a 1915 en la escuela alemana de la Universidad Carolina en Praga. Recibió su doctorado en 1915 con la disertación Über Hydrate en Lösungen (Sobre hidratos en soluciones) y fue empleada como asistente de su asesor Víctor Rothmund. Trabajó primero como demostradora, y desde 1914-1918 como asistente.

## Alemania
En octubre de 1918, al final de la Primera Guerra Mundial, Checoslovaquia fue uno de los países que sucedieron al Imperio austrohúngaro. Kornfeld abandonó Praga en 1919 y consiguió un trabajo como asistenta en prácticas de Max Bodenstein en la Königliche Technische Hochschule en Hannover, (lo más tarde sería la Universidad de Hannover).
En 1923, Kornfeld se trasladó con Bodenstein al Instituto de Química Física en Friedrich-Wilhelms-Universität (lo que más tarde sería la Universidad Humboldt de Berlín). En 1928 Gertrud Kornfeld se graduó en química en Berlín. Fue la primera y única mujer en convertirse en Privatdozent (profesora) en química en una universidad en la República de Weimar.
El 7 de abril de 1933, se aprobó la Ley alemana para la restauración de la función pública de 1933 en Alemania, que prohibía a los judíos ocupar cargos públicos, incluidas las posiciones de enseñanza. Junto con casi un tercio del personal docente de la Universidad de Berlín y casi la mitad de sus profesores privados, a Kornfeld se le retiró su licencia de docente y se le privó de cualquier posibilidad de empleo en la academia alemana.

## Inglaterra
Kornfeld pudo emigrar a Inglaterra en 1933. Al parecer, recibió algo de ayuda de la Sociedad para la Protección de la Ciencia y el Aprendizaje (SPSL) en la Universidad de Birmingham. El SPSL, inicialmente conocido como el Consejo de Asistencia Académica, se formó en Londres en 1933. Kornfeld estaba en la Lista de Eruditos Alemanes Desplazados compilada por la SPSL y publicada en 1936.
También recibió apoyo de la Federación Británica de Mujeres Universitarias (BFUW) en Londres para enseñar en la Universidad de Nottingham. En 1934 recibió una beca de emergencia de becarios residenciales alemanes durante un año, de un fondo recaudado por la BFUW específicamente para los exiliados alemanes. Esto le permitió hacer una investigación en el Imperial Imperial College London en South Kensington. En 1936, recibió una beca internacional de la Asociación Americana de Mujeres Universitarias (AAUW), que le permitió estudiar en Viena.

## Estados Unidos de América
La reubicación, para las mujeres más jóvenes, fue quizás más fácil. Kornfeld era mayor y estaba mejor establecida en su campo en 1933. Incluso con las recomendaciones positivas de Max Bodenstein y el físico Friedrich Paschen, le fue difícil encontrar una nueva posición que estuviese a su altura y en su especialización. Inicialmente, se resistió a la idea de enseñar en una universidad para mujeres o dedicarse a la investigación industrial.
En 1937, Esther Brunauer, de la AAUW, respondió por Kornfeld, lo que le permitió viajar con una visa de visitante a los Estados Unidos. Allí encontró un puesto en el laboratorio de investigación de Eastman Kodak Company en Rochester, Nueva York. Se valoró su conocimiento especializado de la fotoquímica y se convirtió en la cabeza de un pequeño grupo de investigación. Pudo continuar su carrera con éxito a pesar de los repetidos trastornos políticos que le habían afectado. En 1948, Kornfeld fue honrada como miembro de la Academia de Ciencias de Nueva York, por su trabajo en Kodak.